# Szobek András
Szobek András (Békéscsaba, 1894. december 14. – Budapest, 1986. december 3.) magyar kommunista politikus volt, az 1940-es és 1950-es években fontos kormányzati és külpolitikai posztok betöltője.

## Élete
Eredeti foglalkozása szerint ács. Fiatalon, még az első világháború előtt belépett a Magyar Szociáldemokrata Pártba (MSZDP). A háborúban, majd a Magyar Tanácsköztársaság idején katona volt, a Vörös Hadseregben parancsnoki beosztása volt. A Tanácsköztársaság bukása után internálták, 1921-ben a nyíregyházi gyűjtőtáborból szabadult. 1921 és 1944 között Békéscsabán volt az MSZDP titkára. Ezen az időszakon belül, 1925 és 1928 közt a kommunista pártnak is tagja volt.

### A háború után
1944-től a Magyar Kommunista Párt (MKP) tagja volt, 1945-ig a párt Békés vármegyei titkára. A német megszállás idején ismét internálták, a németek kiűzése után azonban 1945-ben Békés vármegye főispánjának nevezték ki. Ugyanettől az évtől 1948-ig tagja volt az MKP, majd 1956-ig az utódpárt Magyar Dolgozók Pártja Központi Vezetőségének. 1946-tól két évig póttagja volt a Politikai Bizottságnak is.
1945 nyarán a szlovák-magyar lakosságcsere során a szlovákajkúak áttelepítéséért felelős kormánybiztosnak nevezték ki, később a Közellátásügyi Minisztériumban lett politikai államtitkár, majd 1947 és 1949 közt a Földművelésügyi Minisztériumban töltötte be ugyanezt a posztot, miközben az Országos Közellátási Hivatal főtitkára volt.
1949-ben külpolitikai kulcsposztot kapott: egy évig volt Magyarország moszkvai nagykövete. Ezt a posztját nem szerette, Marjai József követségi titkár szerint legfőbb gondja az volt, hogyan tud kolbászt csinálni a követség pincéjében. Rákosi Mátyás kommunista diktátor Szobek önéletrajzi műve szerint azt szabta legfőbb feladatául, hogy a "felszított nacionalista érzelmeket" lecsillapítsa a moszkvai magyar és román ösztöndíjasok között. Saját elbeszélése szerint hat embert hazaküldött (másokkal, akikre Rákosi személyesen, levélben tett panaszt, csak elbeszélgetett).
Visszatérte után külkereskedelmi miniszterhelyettes lett, 1953 júliusáig, majd Pekingbe nevezték ki nagykövetnek és meghatalmazott miniszternek. A következő év nyarán visszatért és begyűjtési miniszter lett 1956. október 24-éig, amikor Nagy Imre új kormányában nem kapott helyet. A politikába 1957-ben, az 1956-os forradalom leverése után tért vissza az Elnöki Tanács tagjaként. E posztját országgyűlési mandátumával együtt az 1967-es választásokig tarthatta meg.
A Fiumei úti sírkertben, a nagy munkásmozgalmi parcellában temették el.

### Kutatható iratanyaga
Államtitkári működési időszakából 6,16 iratfolyóméternyi (51 doboznyi), maradandó értékűnek minősített iratanyaga került az Országos Levéltár, mai nevén Magyar Nemzeti Levéltár Országos Levéltára őrizetébe, ahol az a XIX-K-4-b törzsszámon kutatható.

## Műve
- Egy munkásélet emlékei (Budapest, 1986.)